# لاک‌پشت‌های نینجا: خارج از سایه‌ها
لاک‌پشت‌های نینجای جهش‌یافته نوجوان: خارج از سایه‌ها (به انگلیسی: Teenage Mutant Ninja Turtles: Out of the Shadows) فیلمی آمریکایی در ژانر ابرقهرمانی و به کارگردانی دیو گرین، و نویسندگی جاش اپل‌بام و آندره نِمک است که بر اساس شخصیت‌های کتاب‌های کمیک لاک‌پشت‌های نینجا در سال ۲۰۱۶ ساخته شده است. از بازیگران این فیلم می‌توان به مگان فاکس، استیون امل، ویلیام فیکنر، ویل آرنت، لورا لینی، برایان تی و تایلر پری اشاره کرد.
این فیلم دنباله‌ای بر فیلم لاک‌پشت‌های نینجای جهش‌یافته نوجوان (۲۰۱۴) به‌شمار می‌رود که توسط استودیو پارامونت پیکچرز در تاریخ ۳ ژوئن ۲۰۱۶، به صورت سه‌بعدی و آی‌مکس ۳ دی اکران شد. این فیلم ۲۴۵٫۶ میلیون دلار در سراسر جهان فروش کرد در حالی که ۱۳۵ میلیون دلار بودجه ساخت آن بوده است.

## بازیگران

### صداپیشه‌ها و ضبط حرکت
- پیت پلوزک در نقش لئوناردو، رهبر و برادر بزرگتر لاک‌پشت‌ها که در جنگ از یک جفت کاتانا استفاده می‌کند.
- آلن ریچسون در نقش رافائل، برادر قوی هیکل لاک‌پشت‌ها که در جنگ از یک جفت سای استفاده می‌کند.
- جرمی هاوارد در نقش داناتلو، برادر باهوش لاک‌پشت‌ها که به خاطر تخصص علمی و تکنولوژیکی خود شناخته می‌شود و تجهیزات و ماشین‌آلاتی برای لاک‌پشت‌ها می‌سازد و در نبرد از چوب دستی بو استفاده می‌کند.
- نوئل فیشر در نقش مایکل‌آنجلو، کوچکترین برادر لاک‌پشت‌ها که به خاطر شوخی‌هایش شناخته می‌شود و در جنگ از یک جفت نانچیکو استفاده می‌کند.
- پیتر دی. بادالامنتی (ضبط حرکت) و تونی شالهوب (صداپیشه) در نقش اسپلینتر
- گری آنتونی ویلیامز در نقش آنتون «بیباپ» زک، شریک جنایتکار راکستیدی که از نظر ژنتیکی به یک گراز انسان‌نما تبدیل شده است.
- استفان «شیمس» فارلی در نقش اوون راکستیدی، شریک جنایتکار بیباپ که از نظر ژنتیکی به یک کرگدن انسان‌نما تبدیل شده است.
- براد گرت در نقش کرانگ، شکلی بی‌رحم از حیات فرازمینی که مجهز به یک نمونه اولیه بدن روباتیک است، و هدفش نابودی زمین و به بردگی گرفتن جهان است.

### لایو اکشن
- مگان فاکس در نقش اِپریل اونیل
- استیون امل در نقش کیسی جونز، یک زندانبان که به یک مأمور خودخوانده تبدیل شد و ماسک هاکی به سر می‌کند و از چوب هاکی به عنوان سلاح استفاده می‌کند.
- ویل آرنت در نقش وِرن
- لورا لینی در نقش رئیس پلیس ربکا وینسنت
- برایان تی در نقش شردر
- تایلر پری در نقش دکتر باکستر استاکمن
- بریتانی ایشیباشی در نقش کارای